# 이바 프란제바
이바 콜레바 프란제바(불가리아어: Ива  Колева Пранджева, 1972년 2월 15일 ~ )는 불가리아의 은퇴한 육상 선수로 주 종목은 멀리뛰기와 세단뛰기이다. 그녀는 2번째 도핑으로 평생 선수 자격 정지 징계를 받은 후 2000년에 현역에서 은퇴해야 했다.
그녀는 1995년 세계 선수권 대회에서 15.18m를 뛰어서 은메달을 획득했다. 그 대회의 우승자 이네사 크라베츠는 세계 신기록을 세웠다.
프란제바는 1996년 하계 올림픽에 출전했지만, 약물 테스트에서 메탄드로스테놀론 양성 반응을 보였다. 그녀는 2년동안 선수 자격 정지 징계를 받았다. 선수 자격 정지 징계가 풀리고 2000년 하계 올림픽 출전 자격을 얻었지만, 그녀는 다시 한번 도핑으로 적발되었다.
그 당시에 그녀는 단백동화 스테로이드 난드롤론 양성 반응을 보였고 이어서 평생 선수 자격 정지 징계를 받았다.

## 대회 성적
| 대회             | 1993 | 1994 | 1995 | 1996 |
| ---------------- | ---- | ---- | ---- | ---- |
| 하계 올림픽      |      |      |      | 실격 |
| 세계 선수권 대회 | 3위  |      | 2위  |      |